# Marguestau
Marguestau település Franciaországban, Gers megyében. Lakosainak száma 56 fő (2022. január 1.). Marguestau Ayzieu, Cazaubon, Larée és Lias-d’Armagnac községekkel határos.

## Népesség
A település népességének változása:
| Lakosok száma | 77   | 64   | 66   | 60   | 71   | 73   | 75   | 65   | 60   | 56   |
|               | 1968 | 1982 | 1990 | 2006 | 2013 | 2015 | 2017 | 2019 | 2020 | 2022 |